# Nowa Pasłęka
Nowa Pasłęka – wieś (dawniej wieś rybacka) w Polsce położona w województwie warmińsko-mazurskim, w powiecie braniewskim, w gminie Braniewo nad Pasłęką w pobliżu Zalewu Wiślanego. Przy ujściu Pasłęki do Zalewu zlokalizowany jest mały port.
Do 1954 roku siedziba gminy Nowa Pasłęka. W latach 1975–1998 miejscowość administracyjnie należała do województwa elbląskiego.

## Zabytki – kościół
W Nowej Pasłęce znajduje się zabytkowy kościół pw. Matki Boskiej Miłosierdzia, przynależący do parafii Świętego Krzyża w Braniewie (jako tzw. kościół filialny). Zbudowany w 1924–1926 staraniem kanonika warmińskiego Eugena Brachvogela; neobarokowy, konsekrowany w 1926 r. Wystrój wnętrza z 1926 r. z wtórnym użyciem elementów zabytkowych, pochodzących, dzięki zbiórce, z różnych kościołów diecezji.

## Turystyka – przystań żeglarska
Miejscowość posiada duże walory turystyczne. Przez Nową Pasłękę przepływa rzeka Pasłęka i tuż za miejscowością wpada do Zalewu Wiślanego. W Nowej Pasłęce została w lecie 2012 roku oddana do użytku przystań żeglarska. Zlokalizowana jest na wschodnim brzegu rzeki, pomiędzy przystanią Dom Rybaka a mostem zwodzonym. Żeglarze mają do dyspozycji slip, około stu metrów oświetlonego, umocnionego nabrzeża. Odcinek nabrzeża w pobliżu mostu zwodzonego przystosowany jest do cumowania burtą większych jednostek. Wzdłuż nabrzeża z y-bomami rozmieszczone są skrzynki do poboru prądu. Przystanią zarządza personel Domu Rybaka.
Istnieje tutaj czynny drogowy most zwodzony.